# Niurgun Skriabin
Niurgun Skriabin –en bielorruso, Нюргун Скрябін– (5 de mayo de 1990) es un deportista bielorruso que compite en lucha libre. Ganó una medalla de plata en el Campeonato Europeo de Lucha de 2020, en la categoría de 65 kg.

## Palmarés internacional
| Campeonato Europeo | Campeonato Europeo | Campeonato Europeo | Campeonato Europeo |
| Año                | Lugar              | Medalla            | Categoría          |
| ------------------ | ------------------ | ------------------ | ------------------ |
| 2020               | Roma (Italia)      | Medalla de plata   | 65 kg              |